# الجامعة العسكرية التابعة لوزارة الدفاع في الاتحاد الروسي
الجامعة العسكرية التابعة لوزارة الدفاع في الاتحاد الروسي التي سميت على اسم الأمير ألكسندر نيفسكي (بالروسية: Военный унивроситет Министенства обороны Российской Федерации) هي جامعة عسكرية روسية تديرها وزارة الدفاع الروسية (MOD). تقع في 14 شارع بولشايا سادوفايا في موسكو. منذ أكتوبر 2017، كان قائد وحدة هو الفريق إيغور ميشوتكين.

## تاريخ
1919-1974
بدأت الجامعة العسكرية كمعهد تعليمي للجيش الأحمر وافتتحت في 5 نوفمبر 1919 بأمر من ن.ج. تولماتشيف من منطقة بطرسبرغ العسكرية (الإمبراطورية الروسية). وكان القائد الأول للمدرسة ميخائيل أبليتين.
في عام 1940، اعتمد مجلس مفوضي الشعب في اتحاد الجمهوريات الاشتراكية السوفياتية قرارًا بتنظيم الكلية العسكرية للغات الأجنبية في معهد موسكو التربوي الحكومي الثاني للغات الأجنبية (2nd MGPIFL) كمؤسسة تعليمية عسكرية عليا. وكانت مهمتها الرئيسية هي تدريب المدربين العسكريين في اللغات الإنجليزية والألمانية والفرنسية لمدارس وأكاديميات الجيش الأحمر.
في بداية عام 1941، حصلت الكلية على اسم رسمي جديد: الكلية العسكرية للغات الغربية في الكلية الأولى والثانية MGPIFL. في 12 أبريل 1942، بأمر من وزير الدفاع (الاتحاد السوفيتي)، تحولت الكلية العسكرية للغات الغربية في MGPIFL الثانية إلى المعهد العسكري للغات الأجنبية التابع للجيش الأحمر (VIIAKA). وبنفس الأمر ضم المعهد الكلية العسكرية للغات الشرقية بمعهد موسكو للدراسات الشرقية والدورات العسكرية للغات الأجنبية من مدينة أورسك. كان أول رئيس للمعهد العسكري للغات الأجنبية التابع للجيش الأحمر هو اللواء الروسي الإيطالي نيكولاي بياسي، ونائبه في الدائرة السياسية المفوض السياسي بيتر بابكين.
1974-1994
في 1 أغسطس 1974، تشكل المعهد العسكري التابع لوزارة الدفاع (الاتحاد السوفيتي) كمدرسة تابعة لأكاديمية فلاديمير لينين العسكرية السياسية.
1994 - حتى الآن
تأسست الجامعة الحديثة في 20 يوليو 1994 على أساس توحيد الأكاديمية العسكرية السياسية والمعهد العسكري. ولأول مرة في مدرسة واحدة، تدرس المجالات الاقتصادية والإنسانية والقانونية واللغوية لتدريب الضباط على المستوى الجامعي.
وفي عام 2003، ولأول مرة في تاريخ الجامعات العسكرية، تشكل هيئة تدريس من خارج الميزانية في الجامعة، حيث يمكن للمدنيين أيضًا الدراسة على أساس مدفوع الأجر. كل عام تتمتع بشعبية متزايدة بين الشباب المدنيين. وفي عام 2008 بلغ عدد أعضاء هيئة التدريس 1035 شخصا.
بعد إنشاء المديرية العسكرية السياسية الرئيسية في عام 2018، تقرر أن تصبح الجامعة اعتبارًا من عام 2019 الجامعة الرئيسية لتدريب المتخصصين في العمل العسكري السياسي.
في 5 نوفمبر 2019، قدم وزير الدفاع الروسي، الجنرال سيرغي شويغو، وسام جوكوف إلى الجامعة العسكرية التابعة لوزارة الدفاع في الاتحاد الروسي.
بأمر من حكومة الاتحاد الروسي في 24 سبتمبر 2021، منحها اللقب الفخري "الذي يحمل اسم الأمير ألكسندر نيفسكي".

## النسب
أكاديمية فلاديمير لينين العسكرية والسياسية
المعهد العسكري للغات الأجنبية 
أكاديمية القانون العسكري
الأكاديمية المالية العسكرية
مدرسة لفيف العسكرية السياسية العليا
معهد موسكو العسكري

## قيادة
الهيكل القيادي الحالي
رئيس الجامعة / القائد – إيجور ميشوتكين
نائب القائد – فلاديمير لوجوفوي
نائب قائد الجامعة العسكرية – فلاديمير ميدوف
نائب قائد الجامعة العسكرية للعمل الأكاديمي والعلمي – ميخائيل سميسلوف
نائب قائد الجامعة العسكرية – فاليري شيفتسوف
نائب قائد الجامعة العسكرية – ماريسا كراسنوبيروفا
نائب قائد الجامعة العسكرية للعمل السياسي العسكري – سيرغي باسوف
كبير الباحثين والمشرف الأكاديمي – فاليري مارشينكوف 
الأقسام
المجلس الأكاديمي
القسم التربوي والمنهجي
قسم تنظيم العمل العلمي وتدريب الكوادر العلمية والتربوية
قسم الموارد البشرية
قسم الحفر
الخدمة المالية والاقتصادية
قسم التعبئة
خدمة حماية أسرار الدولة
عيادة (فرع مستشفى بوردنكو السريري الرئيسي التابع لهيئة الأركان العامة للقوات المسلحة)
المكتبات
قاعدة لدعم العملية التعليمية
فرقة عسكرية

## قائمة رؤساء الجامعات

العقيد جنرال فاليري مارشينكوف يسلم جائزة إلى جندي في القوات البرية للولايات المتحدة لمشاركته في موكب يوم النصر في موسكو عام 2010.

1974-1978 - العقيد جنرال إيفان كاتيشكين
1978-1988 - العقيد جنرال ماجوميد تانكاييف
1988-1992 - اللفتنانت جنرال أليكسي تيورين
1992-1993 - فريق في الجيش
يو. في ميشين
1994-1999 - العقيد جنرال نيكولاي زفينشوكوف
1999-2001 - العقيد الجنرال إيفان إفريموف
2001-2017 - العقيد جنرال فاليري مارشينكوف
2017 - حتى الآن - الفريق إيجور ميشوتكين

## العروض

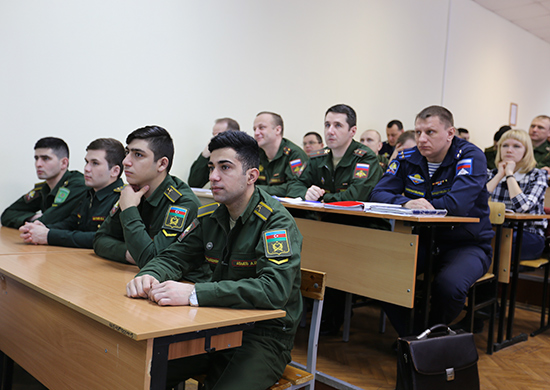
طلاب من أذربيجان وتركمانستان في الجامعة.

تركز الجامعة على المجالات الخمسة العسكرية الإنسانية، والعسكرية القانونية، والعسكرية اللغوية، والقائد العسكري، والعسكري المالي. لديها التعليم الجامعي والدراسات العليا والمهنية المستمرة. هناك 53 قسمًا في 10 كليات. تقوم بتدريس 22 لغة أجنبية. هناك 11 مجالس أطروحة. بالإضافة إلى تدريب العسكريين في الخدمة الفعلية، تقدم المدرسة 15 تخصصًا مدنيًا للأعضاء العسكريين الذين تم تسريحهم مؤخرًا والذين يسعون إلى إعادة التدريب.
تنقسم الجامعة إلى الأقسام التالية:
كلية الموسيقى العسكرية ومعهد قادة الفرق العسكرية
كلية الحرس الوطني بالجامعة العسكرية
كلية المالية العسكرية
كلية القضاء العسكري
كلية العلوم الإنسانية العسكرية
كلية اللغات الأجنبية
دورة الكليات الخاصة
كلية الميزانيات والمالية الخارجية
كلية التدريب المتقدم والتعليم المستمر
معهد النيابة العسكرية
معهد قادة الفرقة العسكرية
معهد قادة الفرق الموسيقية العسكرية (بالروسية: Военного Института (Военных Диripизёров))، الذي يندرج كجزء من كلية الموسيقى العسكرية، هو فرع من الجامعة العسكرية التابعة لوزارة الدفاع.
يعود تاريخ المؤسسة إلى عام 1935، عندما إنشأ قسم عسكري على أساس قسم كلية الأوركسترا في معهد موسكو للموسيقى. وفي عام 1938، توسعت الكلية وتنظيم الدراسات العليا بدوام كامل في تخصصات التوصيل والأجهزة. في عام 1944، أصبح القسم العسكري جامعة موسيقية عسكرية منفصلة وفي أغسطس 1945، مُنحت الجامعة رسميًا جائزة Battle Banner. في نوفمبر 1946، تغير اسم الجامعة إلى المدرسة العليا للقادة العسكريين في الجيش السوفيتي. في عام 1960، خلال حملة لتقليص حجم القوات المسلحة السوفيتية، أعيد تنظيم معهد القادة العسكريين ليصبح قسم القيادة العسكرية في معهد تشايكوفسكي الموسيقي.
في 4 أبريل 2001، أعادت الحكومة الروسية تسمية القسم ليصبح معهد موسكو العسكري. وفي 10 أبريل 2006، نقل إلى الجامعة العسكرية، ليصبح اليوم معهد قادة الفرق الموسيقية العسكرية.
أعضاء المعهد خلال موكب يوم النصر في موسكو عام 2009.
غالبًا ما تعقد مؤتمرات عملية بين الجامعات حول أساليب التدريب الموسيقي.
فرقة

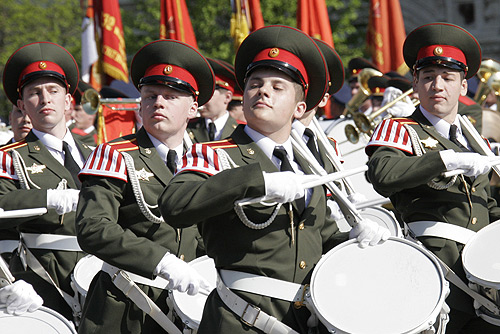
أعضاء المعهد خلال موكب يوم نصر موسكو 2009.

فرقة الكاديت التابعة لمعهد قادة الفرق الموسيقية العسكرية (بالروسية: Оркестр Курсантов Военного Института) هي فرقة عسكرية ومجموعة موسيقية تابعة لوزارة الدفاع الروسية (MOD) والقوات المسلحة الروسية الأكبر. شاركت الفرقة مراراً وتكراراً في المسابقات والمهرجانات الدولية، وفي مختلف البرامج التلفزيونية والإذاعية. فريق فرقة الجامعة هو الفرقة الموسيقية التابعة للجامعة، وهو يعادل فرقة الكلية العسكرية الملكية في كندا. وهو حائز على دبلوم في مسابقة المراجعة للفرق العسكرية النظامية في منطقة موسكو العسكرية. ويلعب دورًا مهمًا في الأنشطة التعليمية بالجامعة. وتشارك سنويًا في موكب يوم النصر في موسكو والعرض المخصص لاستعراض ثورة أكتوبر عام 1941. غالبًا ما يتم تقديم عروضها في أماكن مركزية في موسكو، مثل القاعة الكبرى في معهد موسكو الموسيقي، والمسرح الأكاديمي المركزي للجيش الروسي، والبيت المركزي لضباط الجيش الروسي.

## الطلاب الاجانب
معظم الدول في رابطة الدول المستقلة لديها اتفاقية مع الجامعة تنص على قبول أفرادها العسكريين في الجامعة. ويتم تدريب عدد من الدول العربية (ليبيا واليمن ومصر وغيرها) في دورات الدراسات العليا للكلية الخاصة بالجامعة العسكرية. في يناير 2020، وافق مجلس وزراء تايلاند على مسودة اتفاقية بشأن إرسال طلاب من طلاب القوات المسلحة الملكية التايلاندية إلى دورات في الجامعة.

## صالة عرض

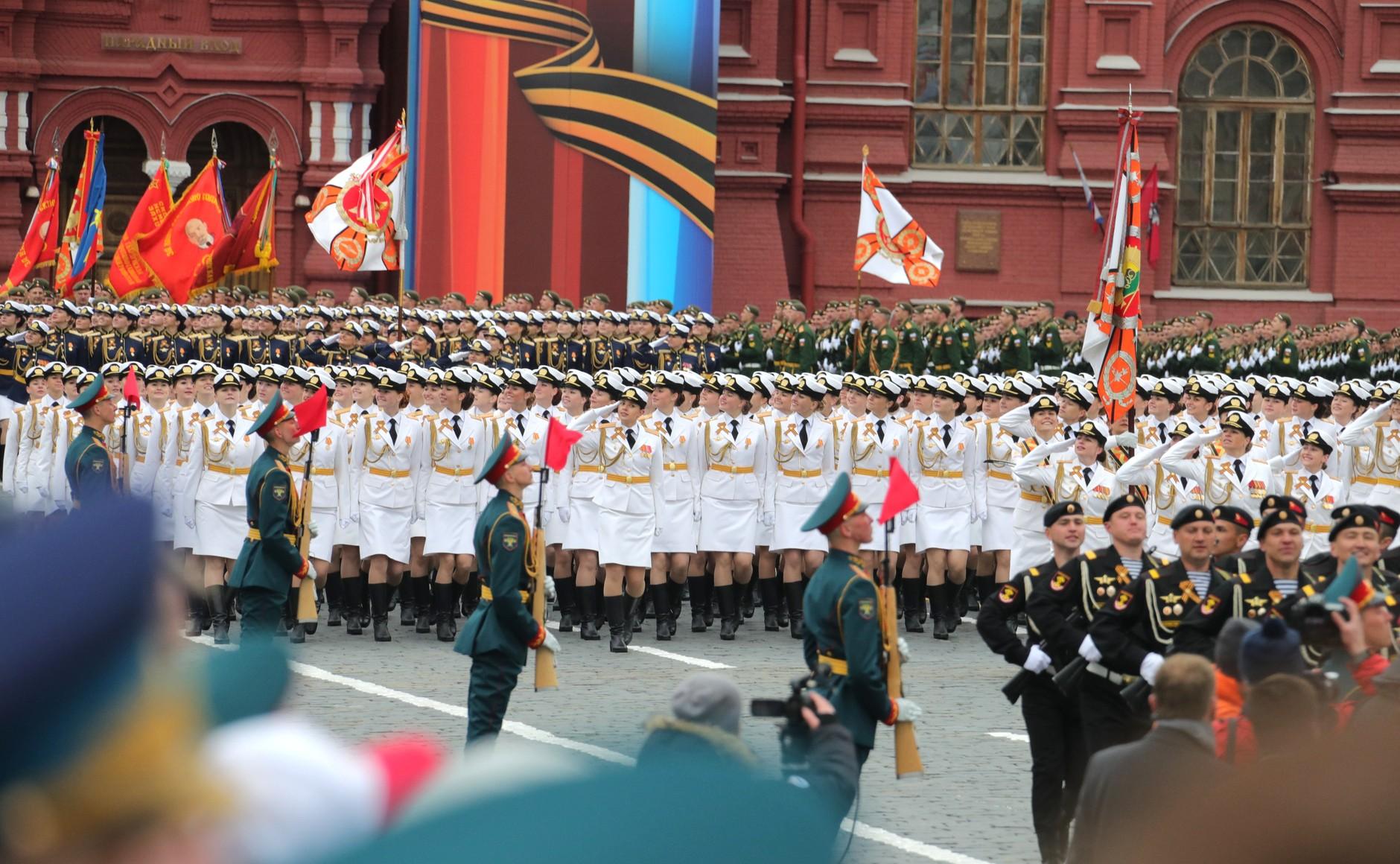
موظفات الجامعة.
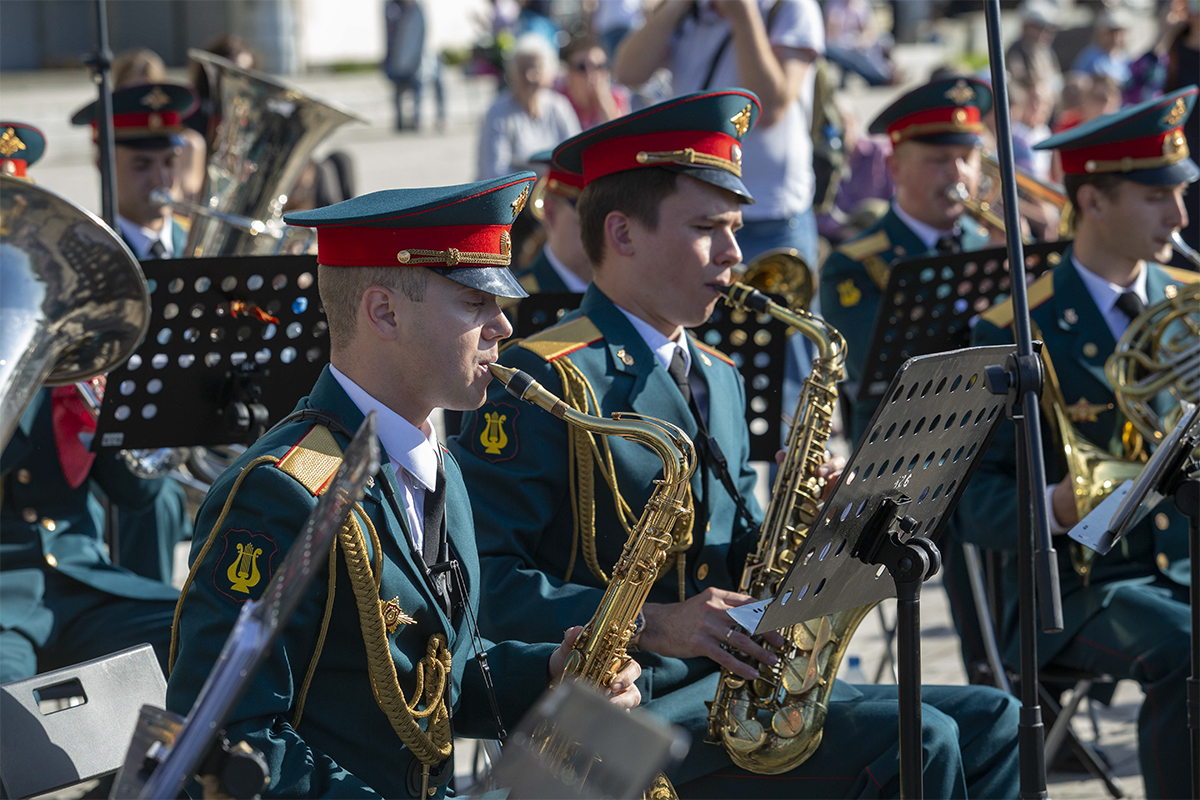
فرقة الجامعة.
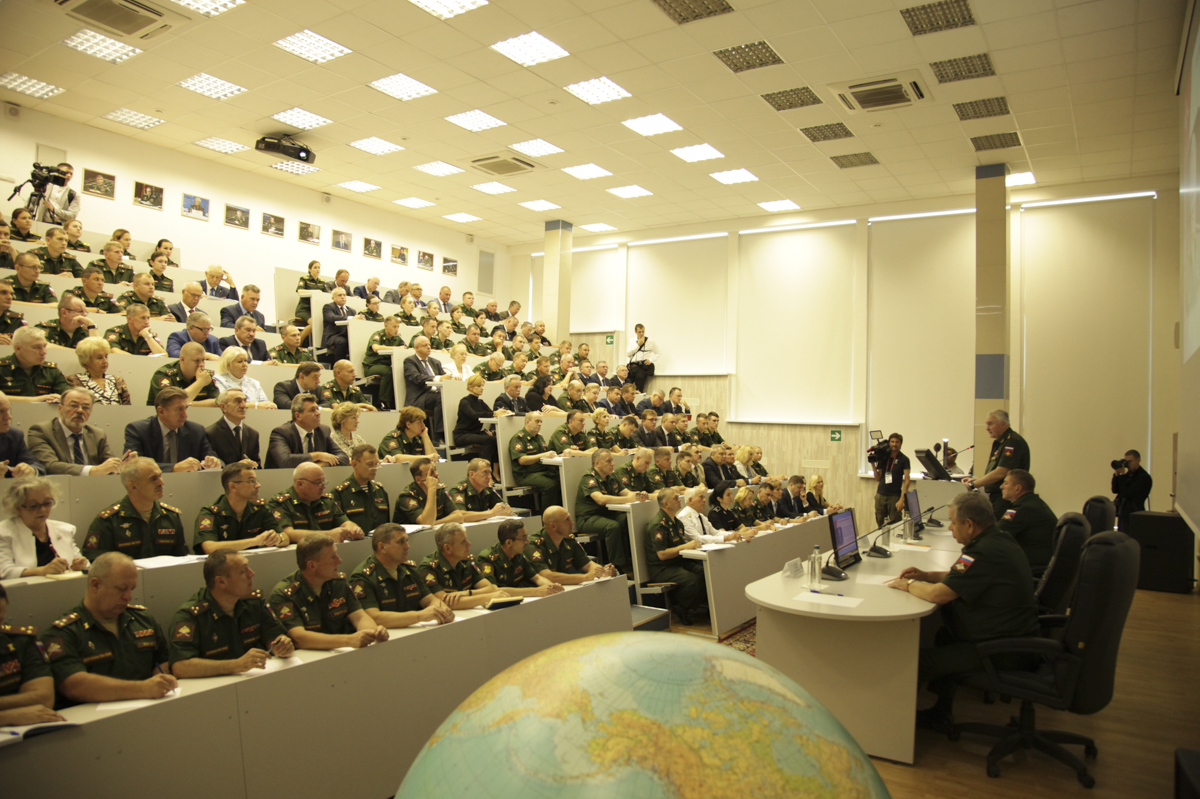
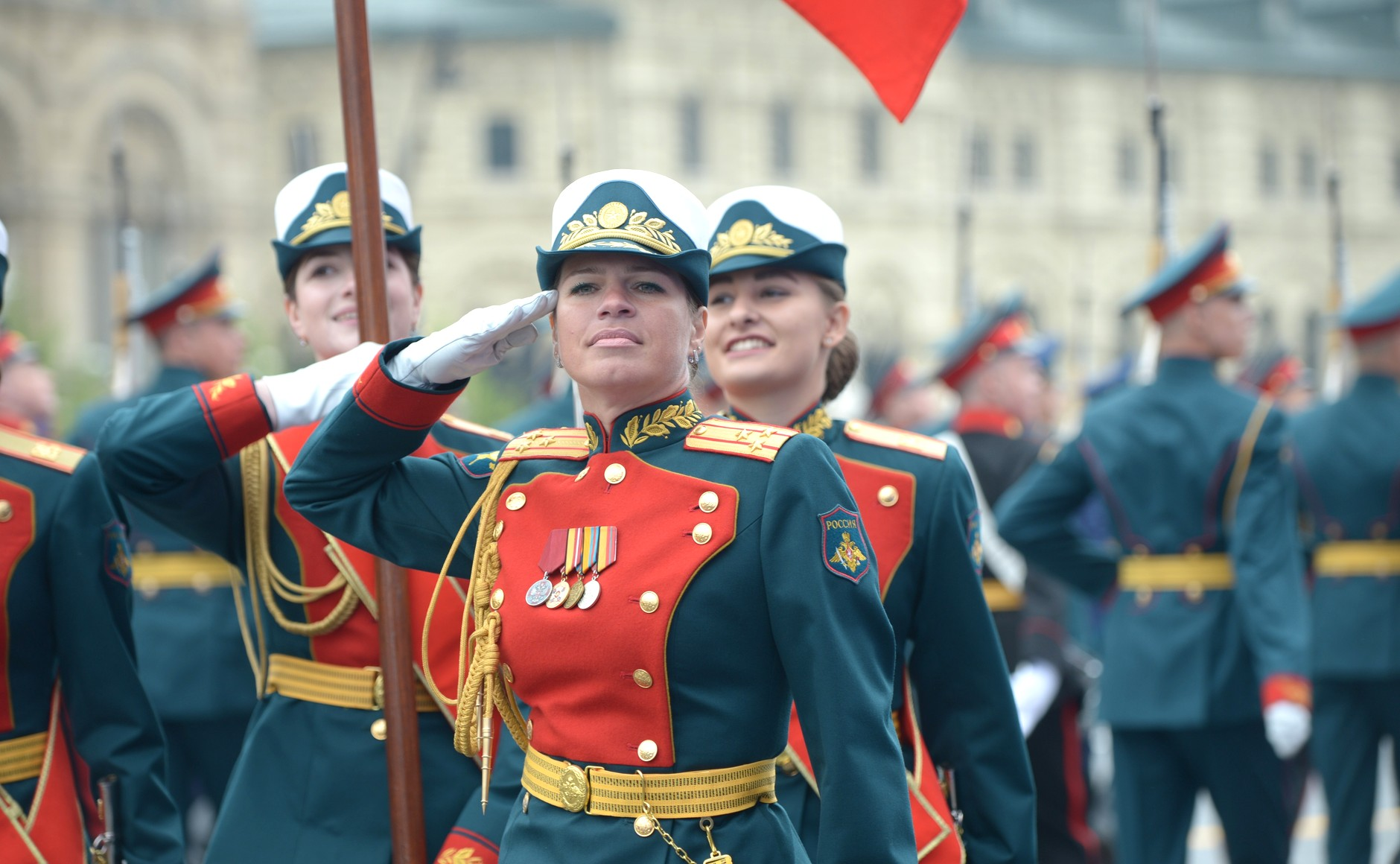
حرس الشرف النسائي.
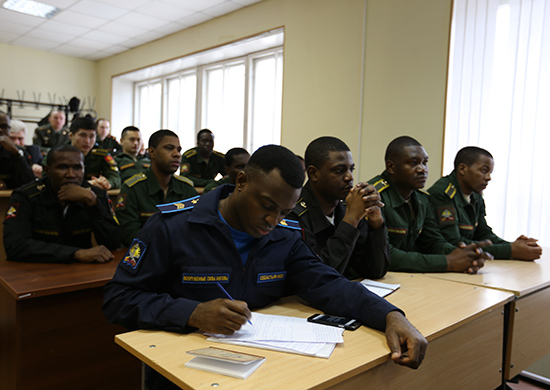
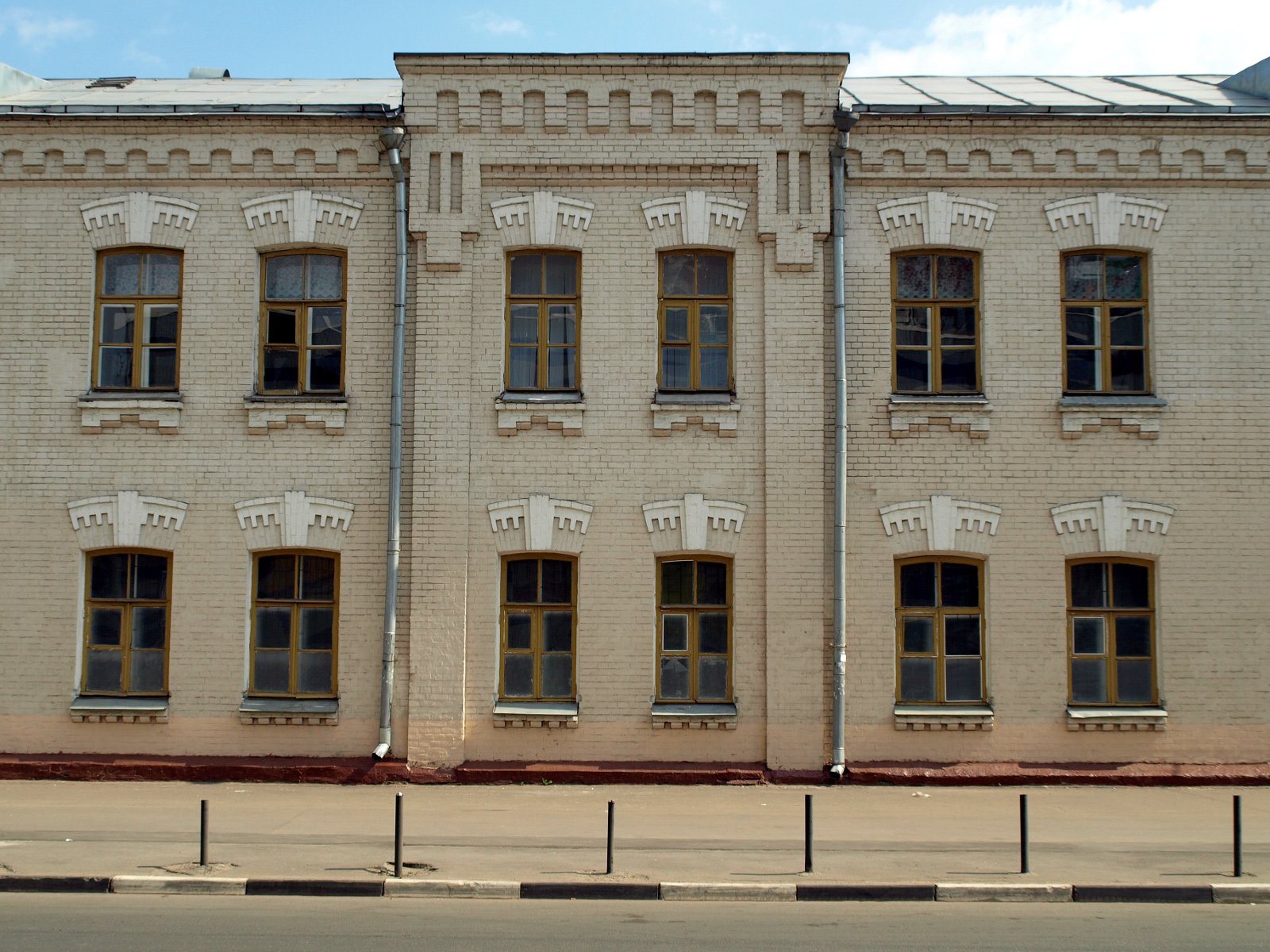